# Беловодское сельское поселение
Белово́дское сельское поселение — упразднённое муниципальное образование в западной части Мглинского района Брянской области. Административный центр — посёлок Беловодка.
Образовано в результате проведения муниципальной реформы в 2005 году, путём преобразования дореформенного Беловодского сельсовета.
Законом Брянской области от 8 мая 2019 года были упразднены Беловодское, Высокское, Соколовское сельские поселения, все включённые в Симонтовское сельское поселение.

## Население
| 2010 | 2011 | 2012 | 2013 | 2014 | 2015 | 2016 |
| ---- | ---- | ---- | ---- | ---- | ---- | ---- |
| 922  | ↘914 | ↗933 | ↘889 | ↘867 | ↘843 | ↘820 |
| 2017 | 2018 | 2019 |      |      |      |      |
| ↘818 | ↘806 | ↘795 |      |      |      |      |

## Населённые пункты
| № | Населённый пункт | Тип     | Население |
| - | ---------------- | ------- | --------- |
| 1 | Беловодка        | посёлок | ↘475      |
| 2 | Борщов           | посёлок | ↘80       |
| 3 | Красный Источник | посёлок | ↗100      |
| 4 | Московский       | посёлок | →0        |
| 5 | Нетяговка        | село    | ↘234      |
| 6 | Семёновка        | посёлок | →0        |

Ранее в состав сельского поселения также входил посёлок Ясная Поляна, исключённый из учётных данных в 2011 году.